# Manfred Börner

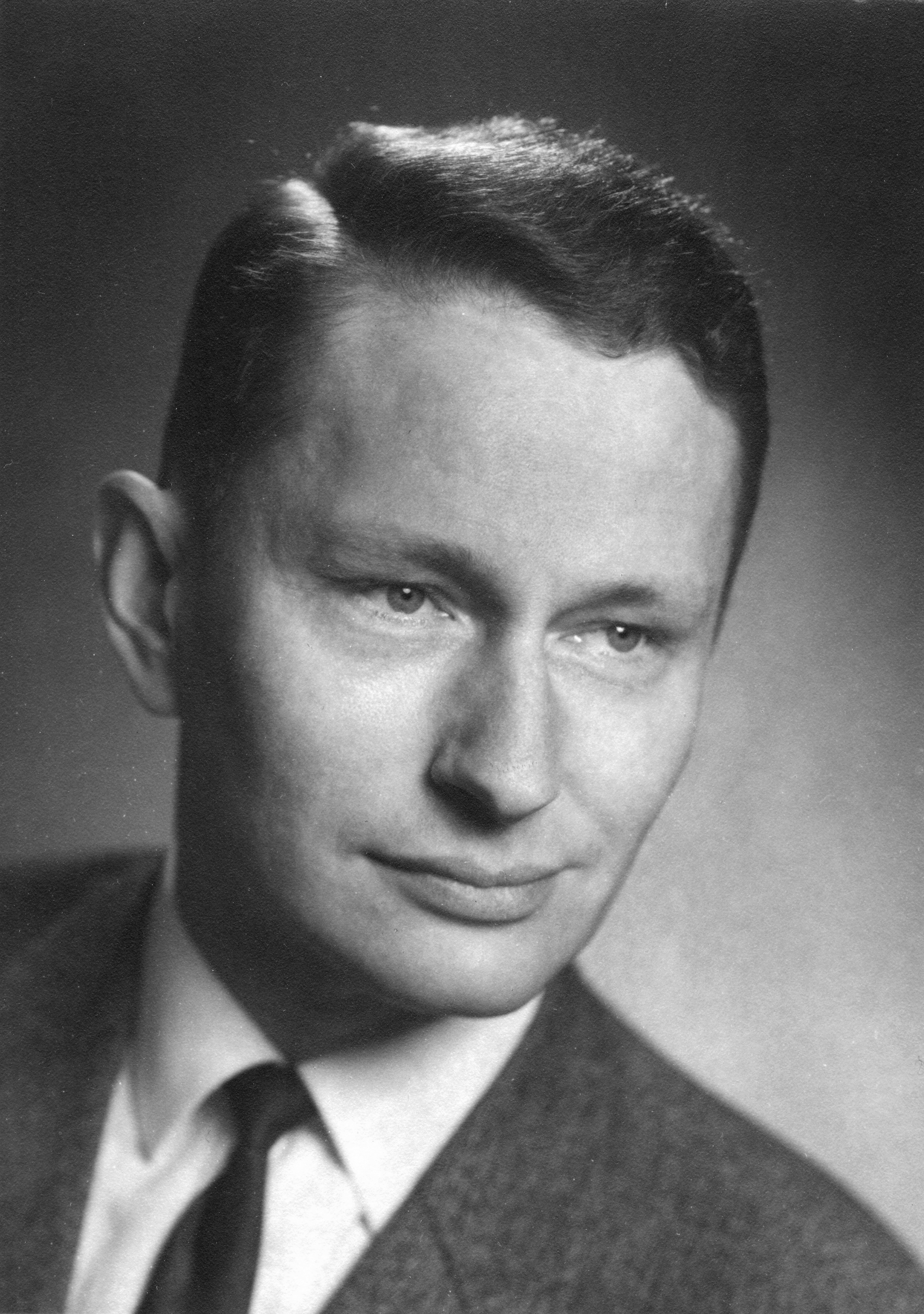
Manfred Börner 1966

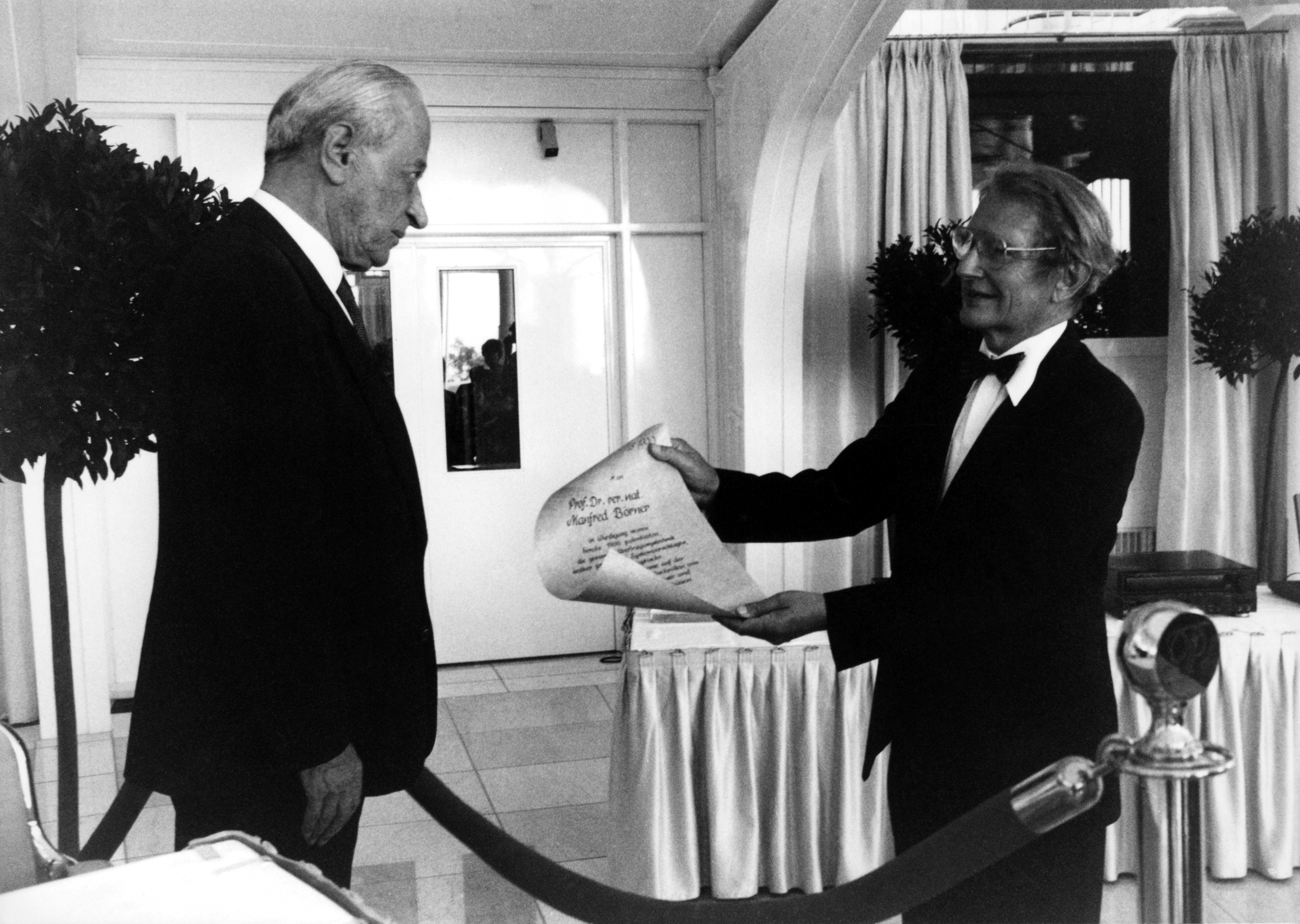
Manfred Börner (rechts) empfängt von Eduard Rhein (links) die Urkunde des von ihm gestifteten Eduard-Rhein-Grundlagenpreises

Manfred Börner (* 16. März 1929 in Rochlitz; † 15. Januar 1996 in Ulm) war ein deutscher Physiker. Er gilt als Pionier und Erfinder der optoelektronischen Nachrichtenübermittlung. Für seine zahlreichen Beiträge zur Theorie und Technik der optischen Übertragung, und insbesondere für seinen 1965 unterbreiteten Vorschlag, digitale optische Übertragungssysteme auf der Grundlage von Streckenabschnitten aufzubauen, die aus Halbleiter-Laserdioden, Glasfaserleitungen und Photodioden bestehen, erhielt er 1990 den Eduard-Rhein-Preis.

## Leben

### Elternhaus und Kindheit

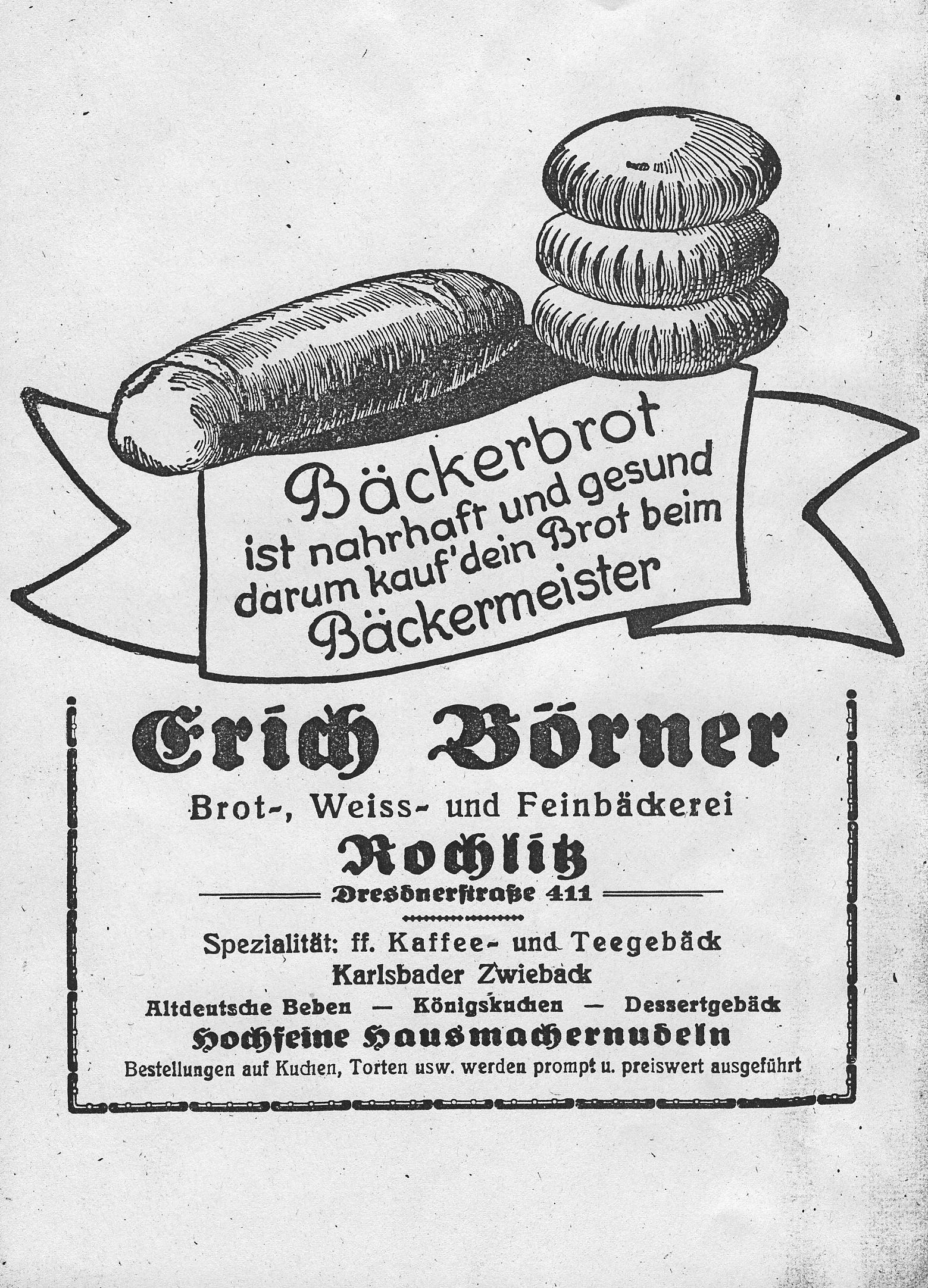
Backtüte der elterlichen Bäckerei in Rochlitz 1935

Manfred Börner kam in Rochlitz, in der Dresdner Straße 13, als Hausgeburt zur Welt. Sein Vater, Erich Börner, war Bäckermeister und Inhaber der traditionsreichen Bäckerei Börner, welche sich seit 1814 durchweg im Besitz der Familie befand. Seine Mutter, Hilde Börner, stammte von einem Bauernhof bei Rochlitz. Manfred Börner und seine Eltern waren sowohl im Dritten Reich unter den Nationalsozialisten als auch unter den Kommunisten der SBZ und der DDR stets kirchentreue, evangelische Christen. Börner wurde in seiner Heimatstadt Rochlitz evangelisch getauft und konfirmiert. Sein jüngerer und einziger Bruder, Gottfried Börner, kam fünf Jahre nach ihm zur Welt (* 19. September 1934). Später übernahm der Bruder die väterliche Bäckerei, welche zu klein war, um in der DDR verstaatlicht zu werden.

### Schulzeit, Ausbildung und Studium
Manfred Börner besuchte zunächst die Volksschule, anschließend die Staatliche Oberschule in Rochlitz. Während der letzten Monate des Zweiten Weltkriegs wurde er noch zum Volkssturm eingezogen. Schräg gegenüber seinem Elternhaus, auf der anderen Seite der Mulde, musste er als 16-jähriger Schüler helfen, Schützengräben auszuheben. Rochlitz sollte gegen die anrückenden Amerikaner verteidigt werden. Ein besonnener Wehrmachtsoffizier schickte ihn und einige weitere Rochlitzer Jungen jedoch noch vor dem Anmarsch der amerikanischen Truppen nach Hause, als er erfuhr, dass sie aus der unmittelbaren Nachbarschaft stammten.
Das Abitur schloss Manfred Börner 1947 als einer der Besten seines Jahrgangs ab. Dennoch erhielt er während der nächsten Jahre keinen Studienplatz. Börner wollte Elektrotechnik studieren. Sachsen und damit auch Rochlitz waren nach dem Rückzug der Amerikaner Ende Juni 1945 Teil der Sowjetischen Besatzungszone (SBZ) geworden. Da Börners Vater mit seiner Bäckerei den kommunistischen Machthabern als Kapitalist galt, bekam der Sohn keine Zulassung zum Studium. So begann Manfred Börner eine Lehre als Rundfunkmechaniker bei der Rochlitzer Firma Stern-Radio. Kurz vor der Gesellenprüfung hörte er dann von der Eröffnung der Freien Universität im amerikanischen Sektor Berlins. In der Sowjetzone immer noch ohne Aussicht auf einen Studienplatz, bewarb er sich an der neuen Hochschule West-Berlins und wurde sofort zugelassen. Börner entschied sich zunächst allerdings, die Ausbildung als Rundfunkmechaniker zu Ende zu bringen und erst ein Semester später, im Herbst 1949, das Physik- und Mathematikstudium aufzunehmen.
Im Sommer 1954 schloss Manfred Börner sein Studium an der FU Berlin mit einer Diplomprüfung bei Hans Lassen ab. Unmittelbar anschließend erhielt er eine Stelle als Diplom-Physiker am Forschungsinstitut der Firma Telefunken. Dieses stand damals unter der Leitung von Wilhelm Runge.

### Familiengründung und Übersiedlung nach Ulm

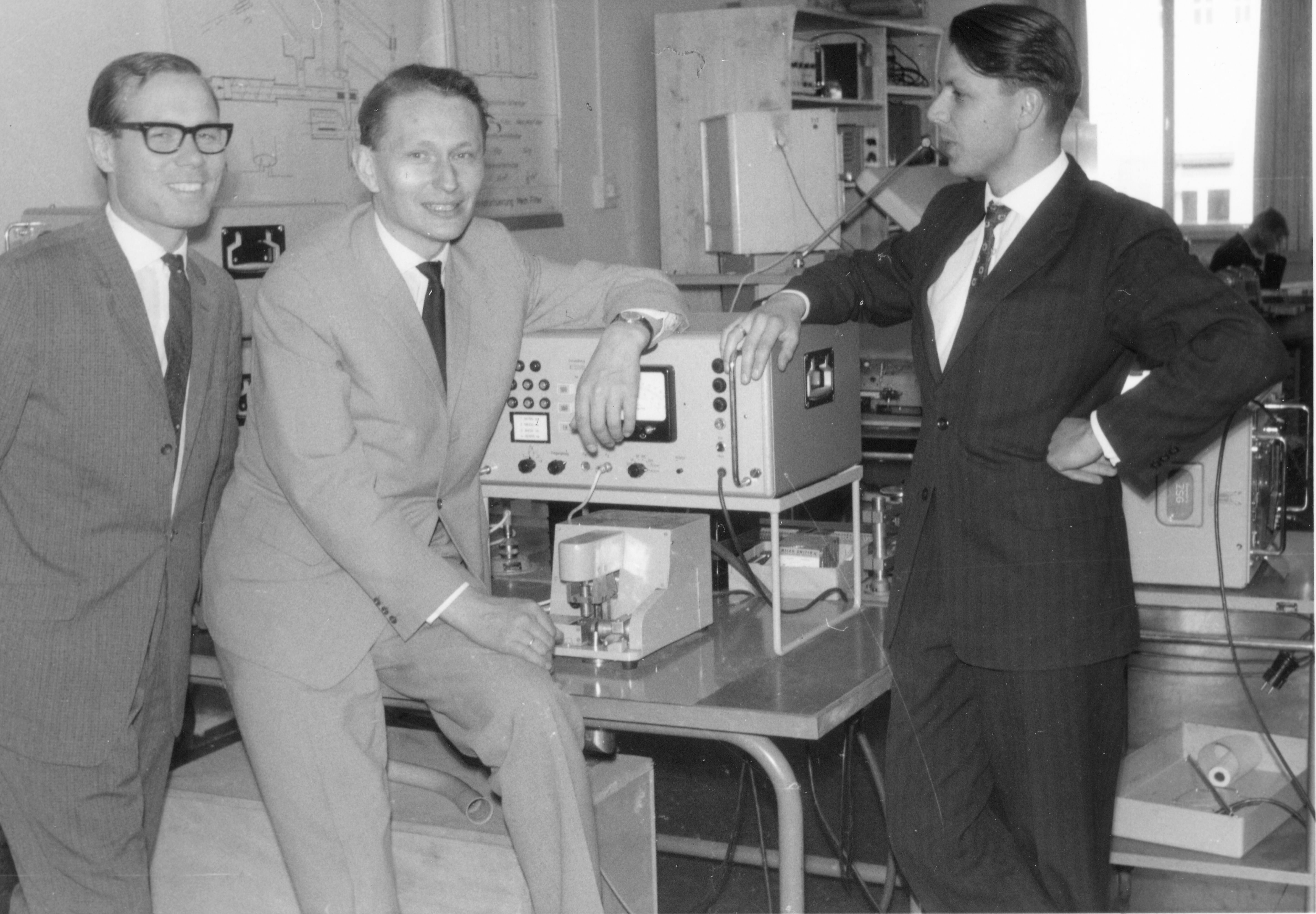
Manfred Börner (Mitte) 1961 mit Kollegen im Ulmer Forschungsinstitut der Firma Telefunken

Nach erfolgreichem Studienabschluss heiratete Manfred Börner im Juni 1954 Antje Schwarz, eine Tochter des Juristen und expressionistischen Malers Heinrich Schwarz.
Im Frühjahr 1955 wurden die Reste der im Zweiten Weltkrieg über ganz Deutschland verstreuten Unternehmensteile der Firma Telefunken im westdeutschen Ulm gesammelt und neu firmiert. Auch Börner zog mit seinen Berliner Kollegen nach Ulm. Hier wurde ihm 1955 ein Sohn geboren, 1958 folgte eine Tochter.

### Am Forschungsinstitut der Firma Telefunken, später AEG-Telefunken 1955–1979

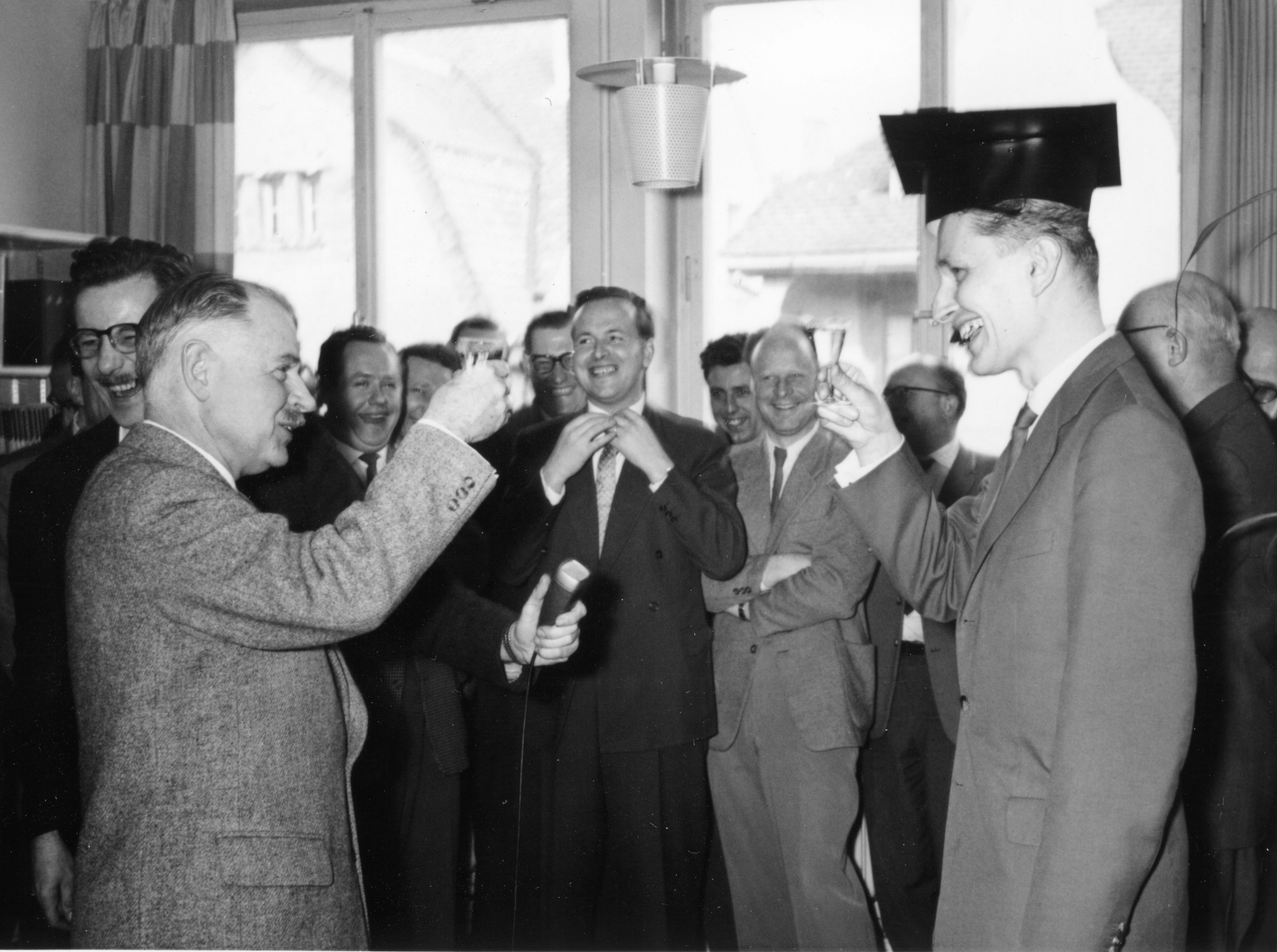
Manfred Börners Doktorfeier im März 1959. Vorne links der damalige Leiter des Telefunken Forschungsinstituts Wilhelm Runge

In Ulm begann für Manfred Börner eine über zwanzigjährige, erfolgreiche Laufbahn als Forschungs- und Entwicklungsingenieur: 1955 Labor- und Laborgruppenleiter, 1965 Leiter der Abteilung Physik und Bauelemente, 1974 Abteilungsdirektor der zentralen Hauptabteilung Physik und Chemie, ab 1976 leitender Direktor des gesamten Forschungsinstituts der AEG-Telefunken Nachrichten- und Verkehrstechnik AG. Letztlich war Börner für 260 Mitarbeiter verantwortlich.
Manfred Börners Hauptarbeitsgebiete waren: Filtertheorie, Feldtheorie, mechanische Schwingungen, Festkörperphysik in Bezug auf elektronische Bauelemente, Differentialgeometrie, Laserphysik und Elektrooptik. Während seiner Tätigkeit am Forschungsinstitut der Firma Telefunken, später AEG-Telefunken, meldete Manfred Börner insgesamt 57 Patente an. Mehrere der damals patentierten Erfindungen, insbesondere im Bereich der optischen Nachrichtentechnik, sind bis heute von außerordentlicher Bedeutung für die moderne Glasfaser-Datenübertragung und die Funktionsfähigkeit des Internets.

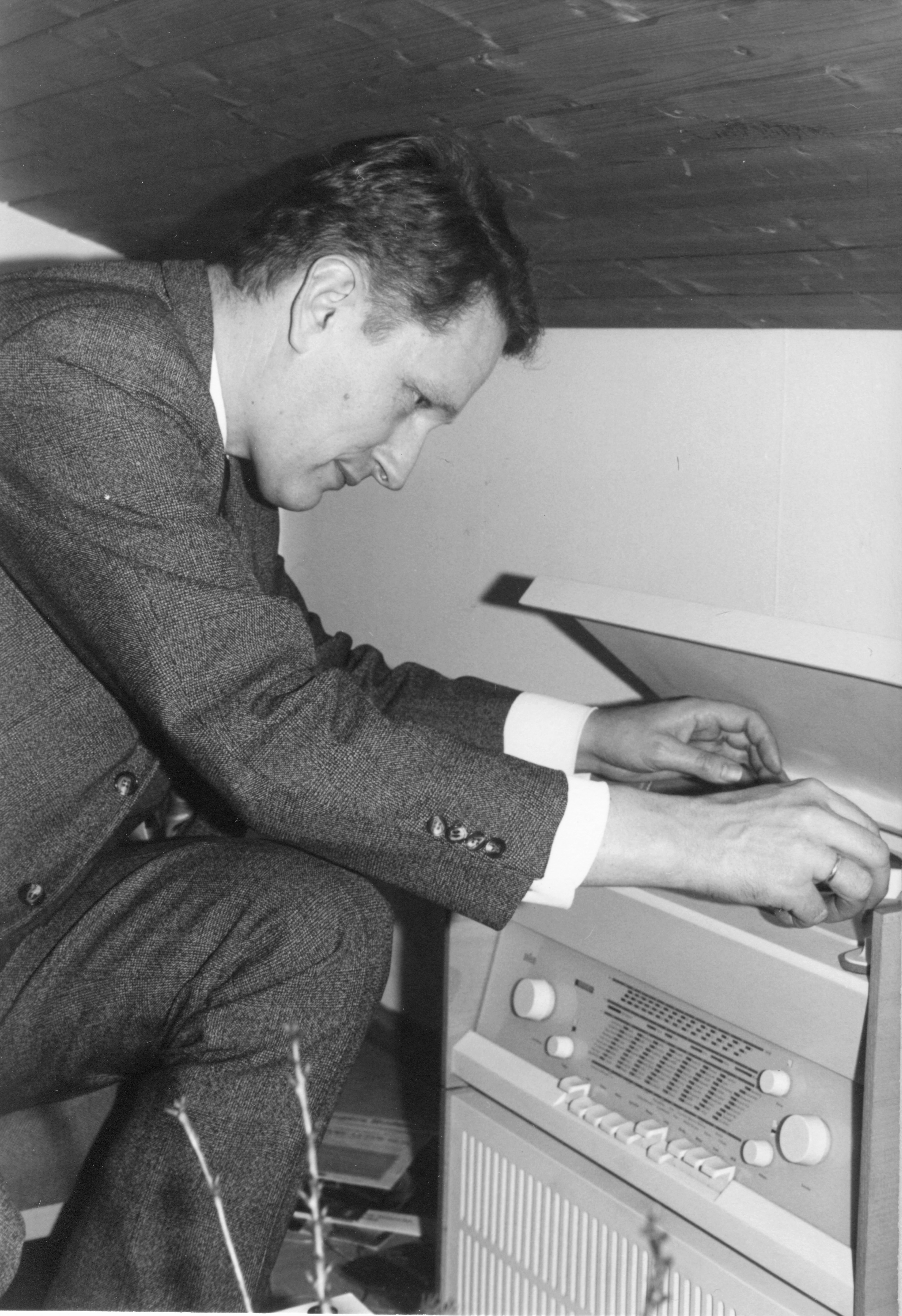
Manfred Börner, Silvester 1966

Während der Jahre 1958 bis 1966 beschäftigte sich Börner vorrangig mit der Entwicklung elektromechanischer Filter für die Trägerfrequenztechnik. Die von ihm entworfenen, mechanischen Filter ersetzten in der Folgezeit bei allen neuen Trägerfrequenzanlagen die zuvor üblichen Analogfilter der ersten Generation, welche noch aus Spulen und Kondensatoren aufgebaut waren. Auch Börners Doktorarbeit entstand im Zusammenhang mit dem Bau elektromechanischer Filter. Ein von Börner und zwei seiner Mitarbeiter in der hauseigenen „Telefunken-Zeitung“ veröffentlichter Bericht über die Entwicklungsarbeit an elektromechanischen Filtern sorgte in der Fachwelt für Aufsehen. Hans Piloty, Professor für Elektrotechnik, Elektrische Nachrichtentechnik und Messtechnik an der TH München, gewann Manfred Börner anschließend für die Ausarbeitung seiner Forschungsergebnisse zu einer Dissertation, mit der Börner 1959 an der Fakultät für Physik der TH München mit dem Prädikat „summa cum laude“ zum Dr. rer. nat. promoviert wurde.
Ab 1964 verlagerte sich Börners Forschungsschwerpunkt zunehmend zur Laserphysik und zur optischen Nachrichtentechnik. 1965 macht er auf diesem Gebiet eine bahnbrechende Erfindung. Er entwarf ein optisches Weitverkehrs-Übertragungssystem, welches auf der Kombination von Laserdioden, Glasfasern und Photodioden beruhte. 1966 meldete er das System für die Firma AEG-Telefunken zum Patent an. Es war das weltweit erste Patent für ein Glasfaser-Datenübertragungssystem. Alle optischen Weitverkehrs-Übertragungssysteme arbeiten noch heute nach diesem von Börner entworfenen Systemprinzip.

### Lehrstuhlinhaber für Technische Elektrophysik an der TU München 1979–1993
Ab 1977 hatte Manfred Börner einen Lehrauftrag an der TU München inne. Zwei Jahre später verließ er die Industrie und wurde zum Nachfolger von Heinz Maekers auf den Lehrstuhl für Technische Elektrophysik an die TU München berufen. Bekannt wurden vor allem seine „Spezialvorlesungen“ zu dielektrischen Wellenleitern, zur Integrierten Optik und zur Allgemeinen Feldtheorie. Als Hochschullehrer befasste sich Manfred Börner wieder ausführlich mit der zuvor nur noch in der Freizeit betriebenen Theoretischen Physik. Im Herbst 1993 wurde Manfred Börner emeritiert. Seine beliebten „Spezialvorlesungen“ fanden weiterhin statt.

## Forschung und Erfindungen

### Elektromechanische Filter für Kurzwellenfunksysteme

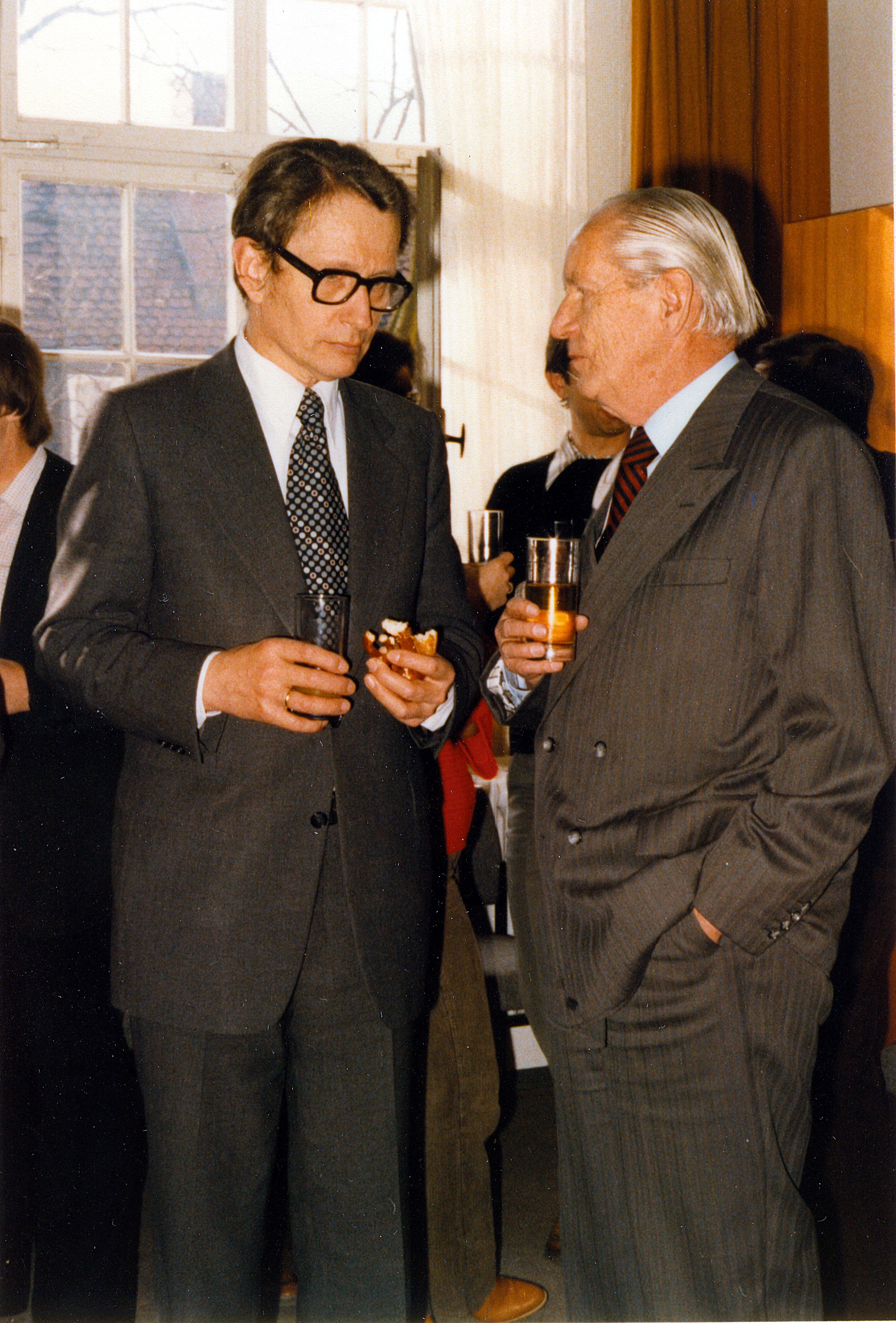
Manfred Börner am 13. Februar 1979 im Gespräch mit Kurt Fränz, seinem Vorgänger als Leiter des Forschungsinstituts der Firma Telefunken in Ulm

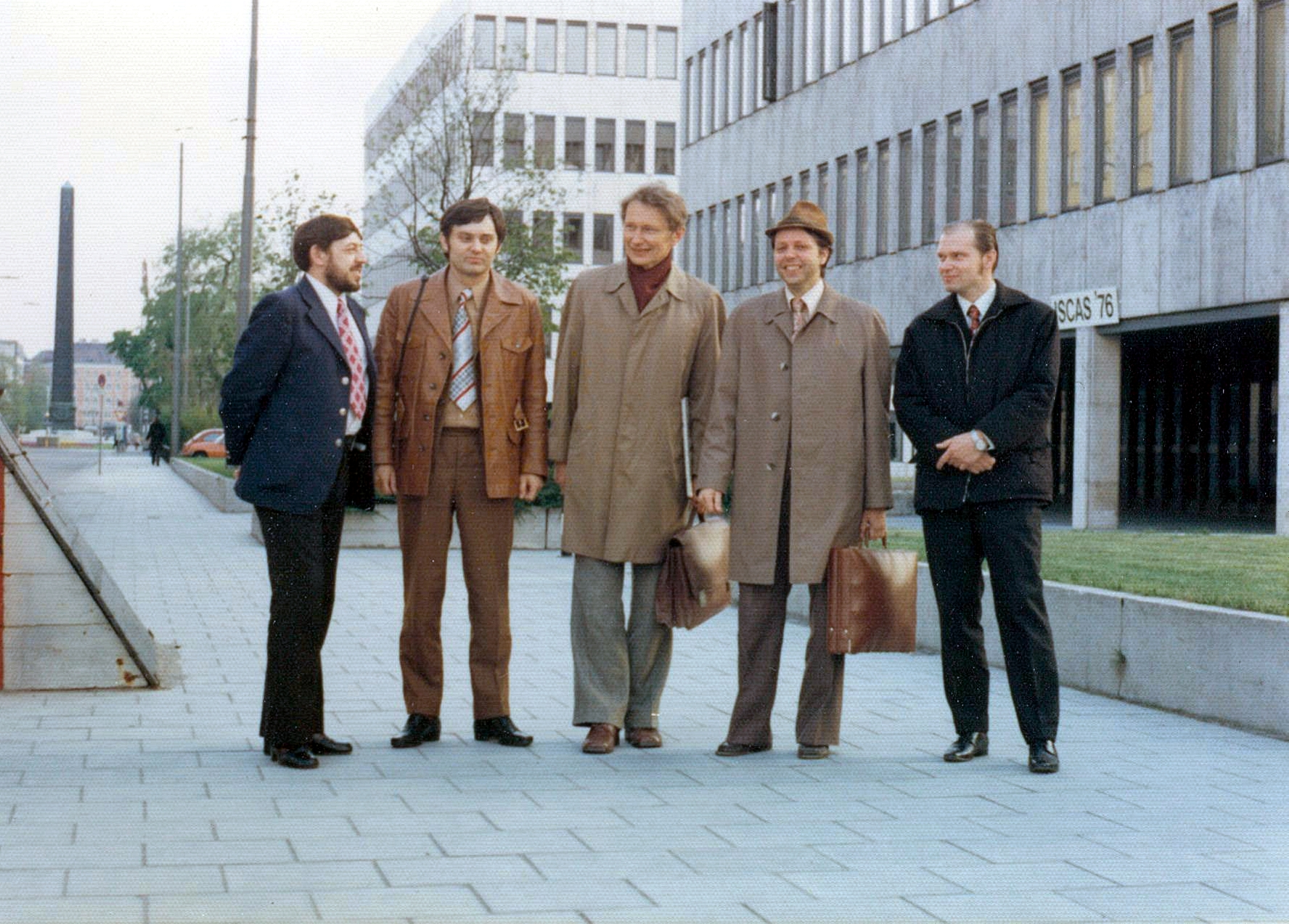
Manfred Börner (Mitte) mit zwei tschechischen Kollegen (links) und Mitarbeitern (rechts) anlässlich des International Symposium on Circuits and Systems (ISCAS) in München 1976

Durch die von Manfred Börner gemeinsam mit seinen Kollegen ab 1958 bei der Firma Telefunken in Ulm entwickelten, elektromechanischen Filter wurde die Selektion empfangener Kurzwellenfunksignale wesentlich verbessert. Zuvor konnten die Empfänger im Kurzwellenbereich mittels der seit 1942 bei der Frequenzaufbereitung eingesetzten Quarzfilter auf höchstens 10-Hz-Schritte genau eingestellt und fernbedient werden. Mit den neuen, elektromechanischen Filtern war eine deutlich schärfere, nur wenige Hz-Schritte genaue Frequenzeinstellung möglich.

### Glasfaser-Datenübertragungs-System

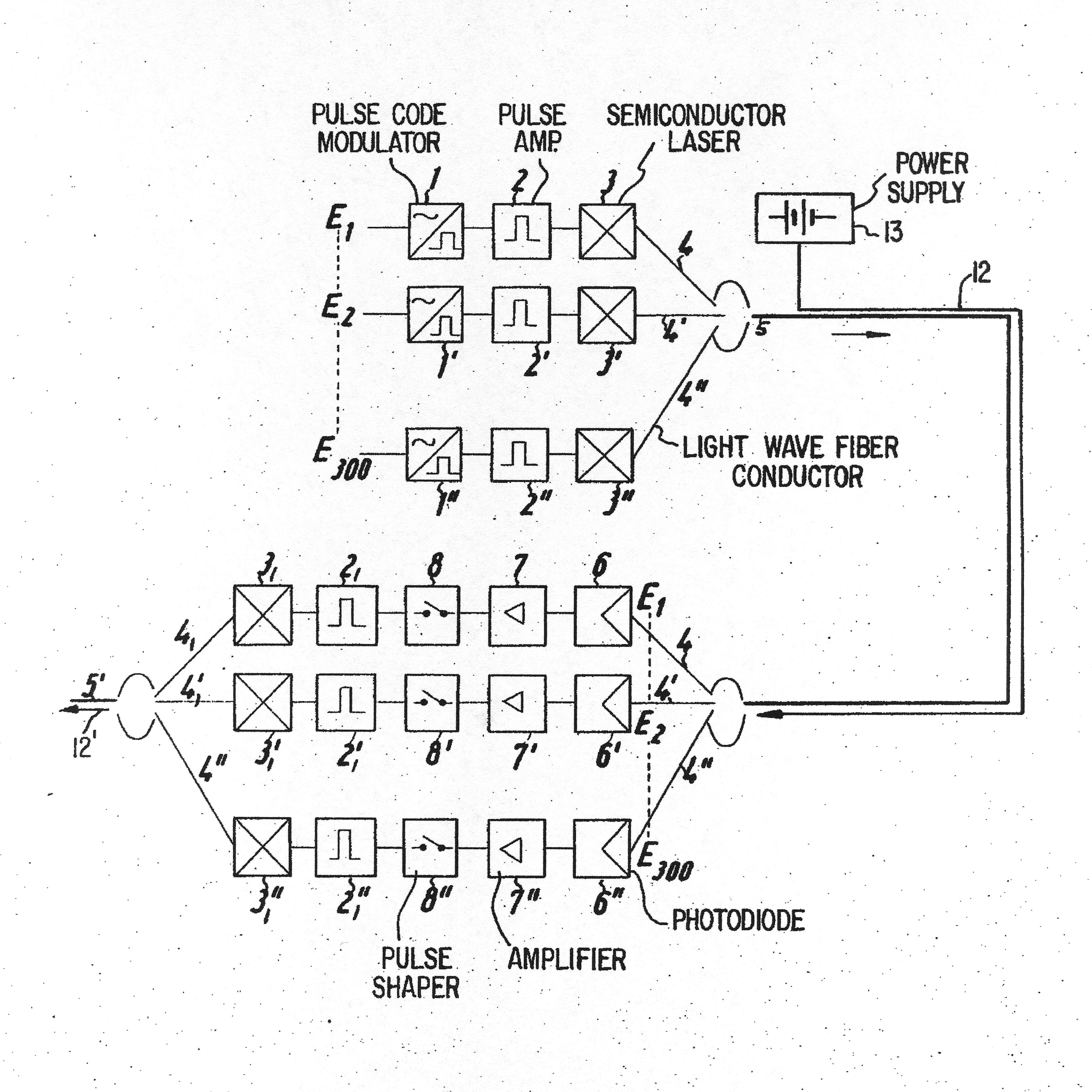
Optoelektronisches Nachrichten-Übertragungssystem; Schematische Zeichnung von Manfred Börner zu den eingereichten Patentanträgen

Manfred Börners Forschung und seine Patente auf dem Gebiet der Lichtwellenleiter-Technik trugen ihm den Ruf als „Pionier der optischen Nachrichtenübermittlung“ ein.
Claus Reuber schreibt in seinem Buch Vom Dampfradio bis Multimedia – Erlebtes, Erfahrenes und Gesammeltes aus über 50 Jahren Elektronik folgendes über Börners Erfindung:

„1966: […] Damals weitgehend unbeachtet aber heute bei moderner Kommunikationstechnik und Multimedia längst selbstverständlich: die Lichtwellenleiter-Technik. Für sie meldete Dr. Manfred Börner, Wissenschaftler bei Telefunken in Ulm, am 21. Dezember 1966 sein Patent ‚Mehrstufiges Übertragungssystem für in Pulscodemodulation dargestellte Nachrichten‘ an. Mit diesem ebenso allgemein gehaltenen wie undurchsichtigen Titel war die Anordnung aus Halbleiterlaser, Glasfaser und Fotodiode gemeint, wie sie inzwischen weltweit in Millionen von Kilometern für Telefon-, Daten- und Fernübertragungen zu Lande und unter den Ozeanen benutzt wird. Das am 16. November 1967 ausgelegte und am 16. Mai 1968 erteilte Patent beschreibt die Merkmalskombination folgendermaßen: „Die sendenden Laserorgane sind Halbleiter-Laser, vorzugsweise Halbleiter-Injektionslaser; die fotoempfindlichen Empfänger sind Halbleiter-Fotodioden; die Impulsaufbereitungs-Einrichtungen sind Halbleiter-Schaltungen; die Übertragungsstrecke besteht aus Lichtwellen-Faserleitern“, und genau so wird es heute überall gemacht.“

Mit seinem bis heute maßgebenden Lichtwellenleiter-System hat Manfred Börner erstmals Licht moduliert, d. h. zum Träger von Information gemacht, und damit Daten optoelektronisch übertragen. Seine Erfindung setzte weltweit eine große Entwicklungswelle in Gang. Es sollte allerdings noch über zehn Jahre dauern, bis die ersten, massenproduktionstauglichen Lichtwellenleiter-Systeme auf den Markt kamen. 1979 war in der Südwest Presse unter der Überschrift „Manfred Börner geht an die TU München – Ein Ulmer mit 57 Patenten“ zu lesen:

„Unter den 57 Patenten Börners finden sich einige, die für die Weiterentwicklung grundsätzliche Bedeutung haben. Dazu gehören vor allem Arbeiten im Bereich der optischen Nachrichtentechnik durch Laserstrahlen. Der Lichtleiter war gewissermaßen ein „Schuß ins Schwarze“. Das 1966 patentierte System wird eines Tages die jetzige Kabeltechnik ersetzen. Ihre Bedeutung besteht darin, daß Glas den teuren Rohstoff Kupfer ersetzt, und zwar in einer verblüffenden Weise: Ein Gramm Glas statt zehn Kilogramm Kupfer.“

Anschaulich beschrieben wurde Manfred Börners Glasfaser-Datenübertragungssystem von Wolfgang Kaiser, welcher anlässlich der Verleihung des Eduard-Rhein-Preis an Börner am 23. August 1990 die Laudatio hielt:

„Der Systemvorschlag von Prof. Börner beruht auf dem sinnvollen Zusammenwirken von Laserdiode als Lichtsender, Glasfaser als Übertragungsmedium und Photodiode. Stark vereinfacht kann die Laserdiode mit einem winzigen Scheinwerfer verglichen werden, der kohärentes Licht einer einzigen Wellenlänge mit einer Leistung von etwa 10 mW im Infrarotbereich (also im nicht sichtbaren Bereich) abgibt und durch ein außen angelegtes, elektrisches Signal bis zu einer sehr hohen Frequenz (> 1 GHz) in seiner Strahlleistung moduliert bzw. getastet werden kann. Dieser Lichtstrahl wird nun zum Zweck der Nachrichtenübertragung in eine Glasfaser eingekoppelt und kann über große Entfernungen transportiert werden. Die Glasfaser stellt ein sehr breitbandiges, dämpfungsarmes Übertragungsmedium dar und ist damit für die Übertragung sehr hoher Bitraten (Impulse/Sekunde) besonders gut geeignet. Während normales Fensterglas bei einer Dicke von 1 m nahezu undurchsichtig ist, nimmt die Intensität eines Lichtstrahls in einer für die optische Nachrichtenübertragung geeigneten, aus hochreinem synthetischem Quarzglas gezogenen Faser auf einem Kilometer Länge – abhängig von der Wellenlänge – nur um 0,5–1 dB, also um 10–20 % ab. Am Ende der Übertragungsstrecke wird das aus der Glasfaser austretende Licht in eine Photodiode eingekoppelt. Dies ist ebenfalls ein Halbleiter-Mischkristall, bei dem durch den Einfall von Lichtquanten positive und negative Ladungsträger gebildet werden, die infolge der außen angelegten, in Sperrrichtung gepolten Spannung zu einem Photostrom führt. Das in diesem optoelektrischen Wandler wiedergewonnene elektrische Signal wird dann verstärkt und nach außen, z. B. zur nächsten Übertragungsstrecke abgegeben. Alle optischen Weitverkehrs-Übertragungssysteme arbeiten heute nach diesem von Prof. Börner angegebenen Systemprinzip. Vor 25 Jahren, also in den Jahren 1965/66 war dies noch nicht vorherzusehen. […] Es bedurfte des visionären Weitblicks von Prof. Börner, zu erkennen, daß die Kombination von Laserdiode, Glasfaser und Photodiode, also einem in den Jahren 1965/66 in seinen Eigenschaften noch sehr unvollkommenen und begrenzten System, die Basis aller zukünftiger, digitaler Übertragungssysteme abgeben würde und daß diese Unvollkommenheiten bald überwunden sein würden. Das Entstehungsdatum dieser Idee kann einer Labornotiz vom 14. Oktober 1965 entnommen werden und die weitere Entwicklung des Gedankens führte zu der Patentanmeldung im Dezember 1966 mit Patentansprüchen, die auch heute noch aktuell und für alle digitalen optischen Übertragungssysteme zutreffend sind.“

### Quantenmechanik
Im Jahr 1985 veröffentlichte Börner in der Zeitschrift für Naturforschung eine Arbeit mit dem Titel Quantelung der Zeit und Quantenmechanik. Darin kommt er zu dem Ergebnis, dass wenn das Universum als geordnete Abfolge diskreter Eigenzustände beschrieben werden könne, der Parameter dieser Ordnung die Rolle einer quantisierten Zeit spiele. Die notwendige Existenz einer Quantenmechanik könne ein Hinweis auf die Existenz einer nicht kontinuierlichen Zeit sein. Manfred Börner war es nicht vergönnt, diese Forschungsarbeit auf dem Gebiet der Theoretischen Physik, die er für seine wichtigste hielt und die ihn viele Jahre lang neben seiner praktischen und anwendungsbezogenen Tätigkeit beschäftigte, zu vollenden.

## Ehrungen und Mitgliedschaften

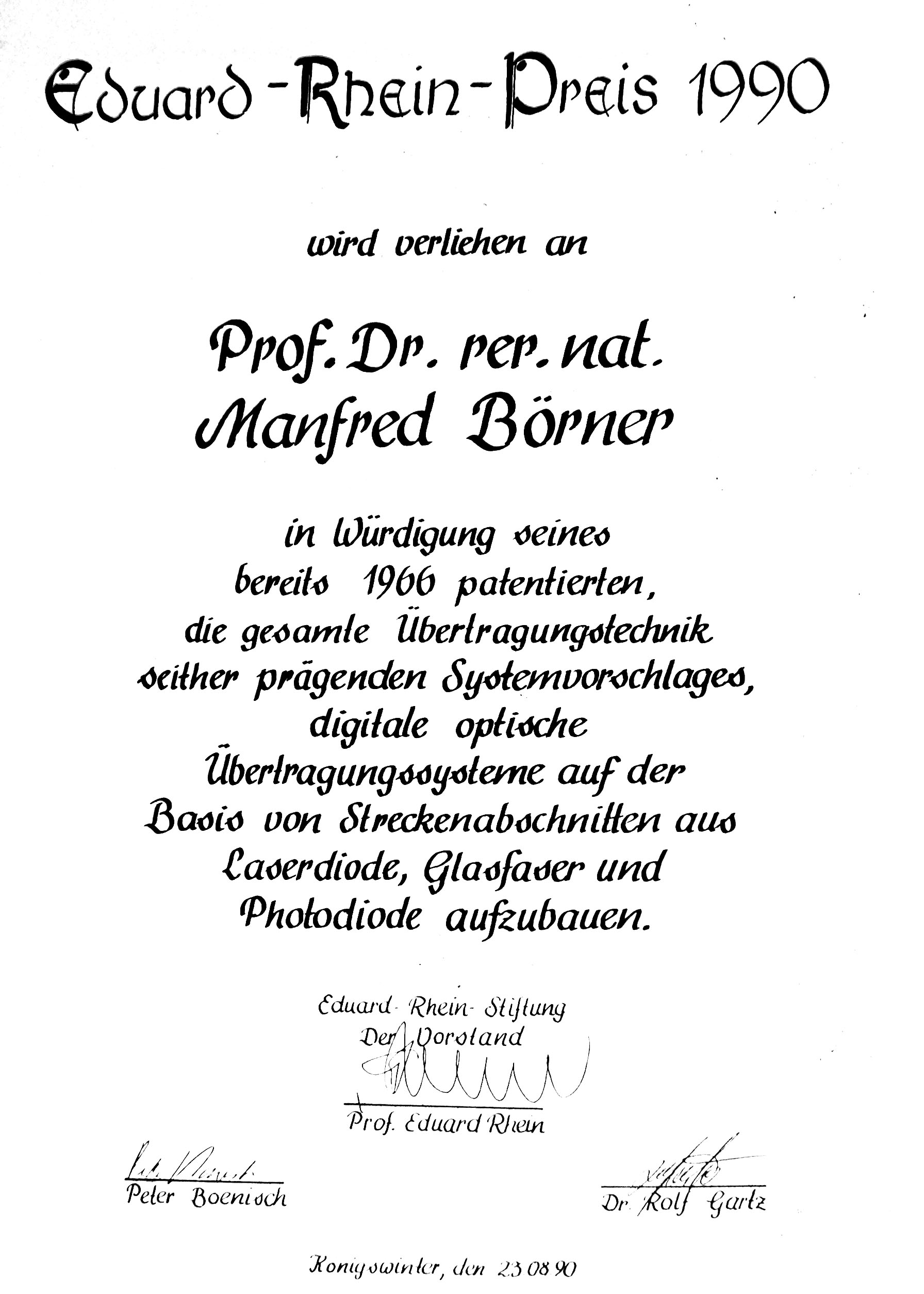
Urkunde des Eduard-Rhein-Preises 1990

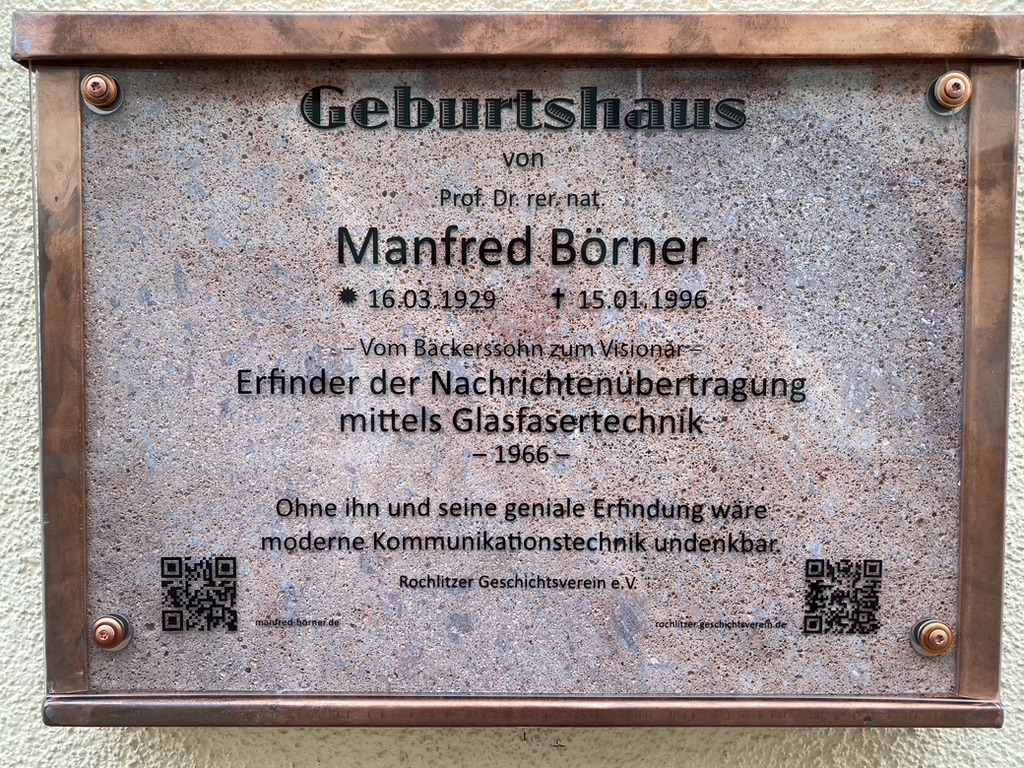
Ehrentafel für Manfred Börner an seinem Geburtshaus in Rochlitz

- 1962: Preis der Nachrichtentechnischen Gesellschaft (NTG im VDE; heute Informationstechnische Gesellschaft) für die Leistungen auf dem Gebiet der elektromechanischen Filter und der Trägerfrequenztechnik
- 1982: Ernennung zum Fellow des US-amerikanischen Institute of Electrical and Electronics Engineers (IEEE)
- 1990: Eduard-Rhein-Grundlagenpreis für die optische Nachrichtentechnik
- 1991: Erwählung zum Mitglied der österreichischen Academia Scientiarum et Artium Europaea
- 2013: Eröffnung der Manfred-Börner-Straße in der Ulmer „Wissenschaftsstadt“ am Oberen Eselsberg.[16][17]
- 2018: Einweihung der Haltestelle Manfred-Börner-Straße der Straßenbahn Ulm Linie 2
- 2022: Stadt Rochlitz bringt eine Gedenktafel am Geburtshaus Manfred Börners an[18]

## Veröffentlichungen
- Über 60 wissenschaftliche Artikel
- Manfred Börner, Gert Trommer: Lichtwellenleiter. Teubner, 1989, ISBN 3-519-00116-0.
- Manfred Börner, Reinhard Müller, Roland Schiek: Elemente der integrierten Optik. Teubner, 1990, ISBN 3-519-06130-9.